# Хухашвили, Георгий Михайлович
Георгий Михайлович Хухашвили (груз. გერმანელი მიხეილის ძე ხუხაშვილი) (24 октября 1925, Бандза, Гегенкорский район, ЗСФСР, СССР — 2 сентября 2004) — советский и грузинский директор фильма, драматург, критик, поэт и сценарист.

## Биография
Родился в 1925 году в Бандзе. В 1942 году поступил в Тбилисский государственный университет, который он окончил в 1947 году, фактически с того же самого года начал свою литературную деятельность, написав ряд стихотворений и пьес, а также сценариев к кинематографу.

## Фильмография

### Директор фильма
- 1962 — Я, бабушка, Илико и Илларион

### Сценарист
- 1964 — Дети моря (по своей пьесе).
- 1969 — Ожидание
- 1972—73 — Похищение луны

## Награды и звания
- Орден Чести (1996)[1]
- Государственная премия Грузии (1993)[1]
- Государственная премия Грузинской ССР (1988)[1]